# Carlos Alfredo de Macedo Miranda
Carlos Alfredo de Macedo Miranda (Resende, 1950 — Rio de Janeiro, 27 de novembro de 2008) foi um jornalista e produtor audiovisual brasileiro.
Filho do escritor Macedo Miranda, foi o mais jovem repórter especial do Jornal do Brasil, promoção que conseguiu antes de completar 20 anos de idade.  Com passagens pela Editora Abril e Bloch, criou e  dirigiu diversos programas na Rede Globo como o Fantástico e o Globo Repórter. 
Foi responsável por dirigir o primeiro Rock in Rio, em 1985. Através de sua produtora – Arte & Fato – inovou, não somente na narrativa e linguagem, mas também na estética de diversos programas de televisão.
Construiu no bairro das Laranjeiras, no Rio de Janeiro, a sede para sua empresa que trazia para a época a mais avançada tecnologia e condições inigualáveis para produção independente audiovisual.
Comandou diversas campanhas políticas, reconhecidas como inovadoras na área de marketing político televisivo, sendo responsável por inúmeras campanhas, entre outras, de Aureliano Chaves para a Presidência da República, de César Maia e Conde para prefeitura da cidade do Rio de Janeiro (estas ultimas vitoriosas).
Em seus últimos anos, foi o responsável direto pelo setor de teledramaturgia da Rede Record.
Morreu no final de 2008, no Rio, vítima de câncer. Deixou quatro filhos: Simone Miranda, Rodrigo Macedo, Alexandre Macedo e Mariana Macedo. Seu corpo foi cremado e suas cinzas espalhadas por seu filho Alexandre no Rio Paraíba do Sul em Resende.